# River Agwei
River Agwei är en wadi i Sydsudan.   Den ligger i delstaten Jonglei, i den östra delen av landet, 300 kilometer nordost om huvudstaden Juba.